# Evangelisch-Lutherische Kirche in der Republik Kasachstan
Die Evangelisch-Lutherische Kirche in der Republik Kasachstan (ELKRK) ist eine selbständige regionale Kirche im Verbund der Evangelisch-Lutherischen Kirche in Russland, der Ukraine, in Kasachstan und Mittelasien. Sie hat ihren Amtssitz in Astana.

## Geschichte
Mitte des 20. Jahrhunderts wurde Kasachstan durch die Deportation von etwa einer Million Deutschen (davon rund zwei Drittel Lutheraner), Finnen, Karelier und Balten die stärkste lutherische Republik der früheren UdSSR. Ihr Glaube trotzte dem harten Regime der Regierung. Der Pastor Eugen Bachmann, der die Verfolgung überlebte, kam 1955 nach Akmolinsk (heute Astana). Er begann dort, heimliche Gottesdienste zu halten und führte der Kirche 1957 einen rechtlichem Status zu. So wurde diese Gemeinde die erste offiziell anerkannte lutherische Gemeinde der damaligen Sowjetunion, die zum einen Versammlungsort der Gläubigen als auch sogenannte „nationale Kulturzentren“ waren. Nach dem Zerfall der UdSSR und der Unabhängigkeit des Landes erlebte die Kirche eine Blütezeit, die mit der massenhaften Ausreise der Kasachstandeutschen bald zu Ende ging. 1993 schlossen sich die verbliebenen lutherischen Gemeinden von Kasachstan zu einer selbständigen Evangelisch-Lutherischen Kirche unter der Leitung des damaligen Superintendenten Richard Kratz zusammen. Robert Moser wurde auf der Synode 1996 zum ersten Bischof gewählt. Um die Kirche auch für Einheimische zu öffnen, führte er Russisch als Predigtsprache ein, da die Gottesdienste bis dahin in deutscher Sprache stattfanden.
Aqmola (ehemals Akmolinsk, heute Astana) wurde zum Zentrum und Bischofssitz der insgesamt 50 Gemeinden in Kasachstan. 2017 zog die Gemeinde von ihrem Bethaus in das bis dahin fertiggestellte erste lutherische Kirchengebäude um.
Seit 2003 findet in Astana auf Initiative des ehemaligen Präsidenten Nursultan Nasarbajew im 3-Jahres-Rhythmus der internationale „Kongress der Weltreligionen“ für Repräsentanten aller großen Weltreligionen, Politiker sowie Persönlichkeiten des öffentlichen Lebens und Vertretern der Vereinten Nationen statt. Den Lutherischen Weltbund vertritt der Bischof der Kirche von Kasachstan.

## Struktur

### Gemeindegliederung
Die ELKRK umfasst 80 Gemeinden und Gemeindegruppen, die von 14 Pfarrerinnen und Pfarrern sowie 35 Predigerinnen und Predigern betreut werden. Die Gemeindeglieder sind größtenteils Russlanddeutsche, doch kommen zunehmend auch Russisch sprechende Mitglieder hinzu. 
Seit dem Jahre 2012 bestehen sieben Regionalgemeinden mit dem Status einer Rechtsperson:
- Stadt Astana
- Region Kostanai: die Städte Kostanai, Rudny und Lissakowsk sowie das Dorf Sadtschikowa
- Region Nordkasachstan: die Städte Tajynscha und Petropawlowsk sowie die Dörfer Letowotschnoje, Krasnaja Poljana, Krasnokamenka, Juschnoje, Gorkoje und Kasanka
- Region Akmolinsk: die Städte Kokschetau und Derschawinsk sowie die Dörfer Sadowoje, Kamyschneka, Perwomaika, Nowodolinka und Pawlowka
- Region Pawlodar: die Stadt Pawlodar sowie die Dörfer: Rosowka, Woskressenka, Lugansk, Michailowka, Kalinowka und Katschiry
- Region Ostkasachstan: die Städte Ust-Kamenogorsk, Semej und Schemonaicha sowie die Dörfer Nowaja Schulba, Georgijewka, Petropawlowka, Glubotschanka, Beloissowka, Werchberjosowka und Kokpekty
- Region Schambyl: die Stadt Tekeli sowie die Dörfer Kordai, Birlik, Perwomaika und Karabulak.

### Kirchenzentrum
Das kirchliche Zentrum der ELKRK befindet sich in der kasachischen Hauptstadt Astana 473000, ul. Bajan-Aul 101. Es ist auch der Amtssitz des Bischofs und des Büros der Synode.

### Synode
Höchstes Verfassungs- und Entscheidungsgremium der Evangelisch-Lutherischen Kirche in der Republik Kasachstan ist die regionale Synode, in die die Kirchengemeinden ihre Delegierten entsenden. Derzeitiger Vorsitzender der Synode ist Rubin Sternberg.

### Bischof

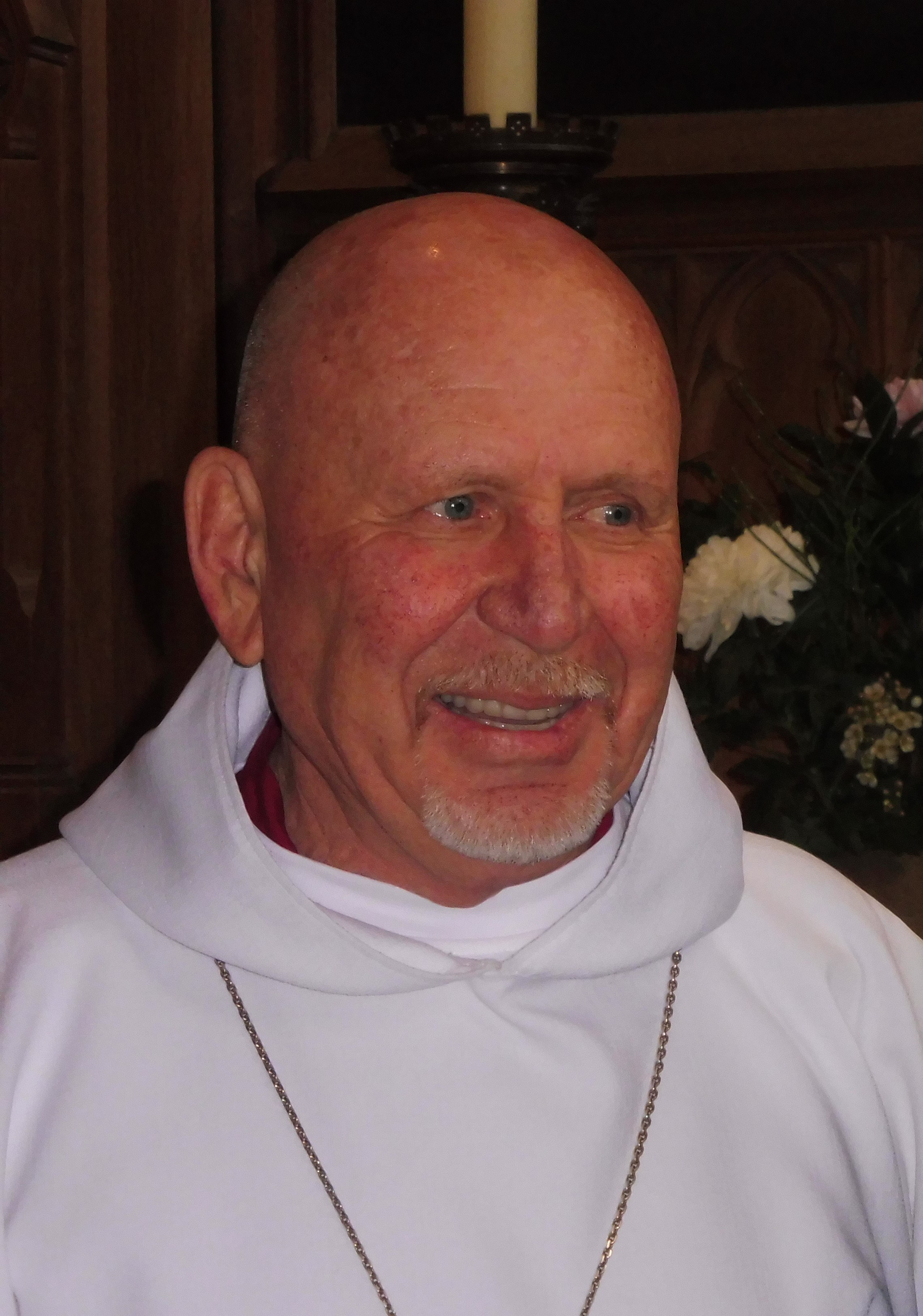
Juri Nowgorodow in der Pfarrkirche St. Marien (Plau am See), 2019

Die geistliche Leitung der Kirche obliegt dem Bischof, der qua Amt auch zum Bischofsrat der Evangelisch-Lutherischen Kirche in Russland, der Ukraine, in Kasachstan und Mittelasien gehört. Derzeitiger Amtsinhaber ist seit 2024 Rostislav Nowgorodow. Seine Vorgänger waren Juri Nowgorodow, der von 2005 bis 2024 amtierte, und Peter Urie, der ab 2001 das Amt bekleidete.

## Einrichtung
- Lutherisches Geistliches Seminar in Astana

## Partnerkirchen
Deutsche Partnerkirchen sind die Evangelisch-Lutherische Kirche in Norddeutschland und die Evangelische Kirche von Westfalen.